# Samorost 2
Samorost 2 — гра в жанрі квесту/головоломки, створена Якубом Дворскі (чеськ. Jakub Dvorský) як продовження першої частини під час його навчання в академії мистецтв, архітектури і дизайну в Празі. Незважаючи на малу тривалість і спрощений геймплей, сюрреалістична графіка та незабутній сюжет виділяють цей проект серед інших ігор подібного жанру. Музика в грі була написана Томасом Двораком — молодим чеським музикантом, композитором, художником і графічним дизайнером.
Samorost II отримала приз на IGF 2007 як найкраща браузерна гра, третє місце в номінації «найінноваційніша Flash-гра 2003 року» на flashkit.com, номінант Webby Award 2003 і Top Talent Award 2003.

## Ігровий процес
Гравець взаємодіє з ігровим світом простими кліками мишки, керуючи кумедним персонажем у піжамі (Дворскі назвав його «Гном»). Суть гри полягає в поверненні пса та груш, що були викрадені інопланетянами, на рідну планету.

## Сюжет
Гра починається з того, що Чужі прилітають до будинку Гнома і крадуть його ягоди. Їм заважає собака Гнома, якого викрадають прибульці. Гном помічає, що прибульці відлітають з його собакою, і вирішує врятувати його. Він приземляється на дирижаблі Полоконзерва на планеті прибульців. Йому вдається проникнути на підземну базу прибульців і знайти собаку, якого ватажок інопланетян тримає на радощах. Гном рятує собаку, і разом вони тікають з планети, але в їхньому дирижаблі закінчується пальне, і він розбивається на іншій планеті. Вони блукають планетою і врешті-решт знаходять таксиста і переконують його відвезти їх додому. Водій сидить з Гномом і собакою біля багаття перед від'їздом, а Гном засинає під вишневим деревом.

## Цікаві факти
- Amanita — латинська назва мухоморів (звідси і своєрідно зображений мухомор на емблемі студії).

## Розробка
Разом зі своїм фрілансерським агентством флеш- та веб-дизайну Amanita Design, Дворський створив продовження гри, Samorost 2. У Samorost 2 гном вирушає у довшу подорож, щоб врятувати свого викраденого пса та повернутися додому живим і неушкодженим. У перший розділ цієї гри (що складається з перших 4 рівнів) можна грати онлайн безкоштовно. Другий розділ (з 3 рівнями) доступний лише у повній версії, яка коштувала $6.90, доки ціна не була знижена до $5.00.